# Изотомическое сопряжение
В планиметрии изотоми́ческим сопряже́нием  называется одно из преобразований плоскости, порождаемое заданным на плоскости треугольником ABC.

## Определение
Пусть дан треугольник {\displaystyle ABC}, у которого {\displaystyle A_{0}} — середина стороны {\displaystyle BC}, {\displaystyle B_{0}} — середина {\displaystyle AC} и {\displaystyle C_{0}} — середина стороны {\displaystyle AB}. Пусть также на плоскости выбрана произвольная точка {\displaystyle P}, не лежащая на прямых, содержащих его стороны. Тогда рассмотрим прямые {\displaystyle AP}, {\displaystyle BP} и {\displaystyle CP}. Пусть они пересекают прямые, содержащие противолежащие стороны треугольника, соответственно в точках {\displaystyle A_{1}}, {\displaystyle B_{1}} и {\displaystyle C_{1}} (если прямые окажутся параллельными, точкой пересечения считается бесконечно удалённая точка прямой). Согласно теореме Чевы, {\displaystyle {\frac {AC_{1}}{C_{1}B}}\cdot {\frac {BA_{1}}{A_{1}C}}\cdot {\frac {CB_{1}}{B_{1}A}}=1}. Если теперь точки  {\displaystyle A_{1}}, {\displaystyle B_{1}} и {\displaystyle C_{1}} симметрично отразить относительно {\displaystyle A_{0}}, {\displaystyle B_{0}} и {\displaystyle C_{0}} соответственно, получатся точки  {\displaystyle A_{2}}, {\displaystyle B_{2}} и {\displaystyle C_{2}} (бесконечно удалённая точка переходит сама в себя). Поскольку {\displaystyle AC_{1}=BC_{2}}, {\displaystyle AC_{2}=BC_{1}} и так же для остальных пар точек, получаем {\displaystyle 1={\frac {AC_{1}}{C_{1}B}}\cdot {\frac {BA_{1}}{A_{1}C}}\cdot {\frac {CB_{1}}{B_{1}A}}={\frac {BC_{2}}{C_{2}A}}\cdot {\frac {CA_{2}}{A_{2}B}}\cdot {\frac {AB_{2}}{B_{2}C}}} и, согласно той же теореме Чевы, прямые  {\displaystyle AA_{2}}, {\displaystyle BB_{2}} и {\displaystyle CC_{2}} пересекаются в одной точке {\displaystyle P'}. Эта точка называется изотомически сопряжённой точке {\displaystyle P} относительно треугольника {\displaystyle ABC}.
Изотомическое сопряжение устанавливает взаимно-однозначное соответствие между точками плоскости с исключёнными прямыми {\displaystyle AB}, {\displaystyle BC} и {\displaystyle AC}. На этих прямых соответствие не является взаимно-однозначным, так любой точке прямой {\displaystyle BC} соответствует вершина {\displaystyle A} (и наоборот, вершине {\displaystyle A} — всякая точка {\displaystyle BC}) и так далее.

## Координаты
Если барицентрические координаты точки {\displaystyle P}  суть {\displaystyle (p:q:r)}, то барицентрические координаты изотомически сопряжённой ей точки {\displaystyle P'} суть {\displaystyle \left({\frac {1}{p}}:{\frac {1}{q}}:{\frac {1}{r}}\right)}.
Если трилинейные координаты точки {\displaystyle P}  суть {\displaystyle (p:q:r)}, то трилинейные координаты изотомически сопряжённой ей точки {\displaystyle P'} суть {\displaystyle \left({\frac {1}{a^{2}p}}:{\frac {1}{b^{2}q}}:{\frac {1}{c^{2}r}}\right)}.

## Другое определение
Если вместо симметричной чевианы брать чевиану, основание которой удалено от середины стороны так же, как и основание исходной, то такие чевианы также пересекутся в одной точке. Получившееся преобразование называется изотомическим сопряжением. Оно также переводит прямые в описанные коники.  При аффинных преобразованиях изотомически сопряжённые точки переходят в изотомически сопряжённые. При изотомическом сопряжении в бесконечно удалённую прямую перейдёт описанный эллипс Штейнера.

## Свойства
- Изотомическое сопряжение является инволюцией, то есть его квадрат тривиален.

- Неподвижными точками (то есть переходящими сами в себя) изотомического сопряжения являются центроид (другие названия: барицентр или центр масс, то есть точка пересечения медиан) треугольника {\displaystyle ABC} и точки, симметричные вершинам треугольника относительно середин противолежащих сторон.
- Точки Жергонна и Нагеля изотомически сопряжены.
- Точке Лемуана (точке пересечения симедиан) треугольника изотомически сопряжена его точка Брокара.
- Точке пересечения биссектрис (инцентру) изотомически сопряжена точка пересечения антибиссектрис,
- Прямые общего положения относительно треугольника при изотомическом сопряжении переходят в описанные вокруг него коники, и наоборот.